# 朱慈煃
吉王朱慈煃（？—1661年8月），明朝第八任吉王。吉貞王朱由楝庶第三子。崇禎十七年（1644年）十月襲封吉王。
永曆十五年（1661年）七月，咒水之難後朱慈煃自盡殉國，明朝吉國滅亡。
| 前任者： 兄朱慈𨶲 | 明吉國國王 1644年－1661年 | 無 原因：清朝廷撤除封國 |